# Европейская эмиграция
Европейская эмиграция — несколько волн миграции из Европы в другие части света. Происхождение европейских диаспор за пределами Европы прослеживается до первых европейских колонистов, которые покинули Европу либо из своих национальных государств, либо из народов, на тот момент не имеющих собственной государственности.
В период с 1500 года до середины XX века уехали 60—65 миллионов человек, из них меньше 9 % направились в тропические регионы Карибского моря, Азии и Африки.
С 1815 по 1932 год из Европы уехало 65 миллионов человек (однако многие из них вернулись домой), причем миграция шла в основном в уже сложившиеся районы европейской миграции в Северной и Южной Америке, Южной Африки, Австралии, Новой Зеландии и Сибири. На новом месте естественный прирост европейских мигрантов на тот момент был выше коренных народов Африки и Азии. В результате перед Первой мировой войной 38 % населения мира являлись потомками европейских мигрантов. Большая часть европейских мигрантов в Америке была выходцами из Италии, Германии, Ирландии, Великобритании, Испании, Польши и Португалии, а также из Франции, Венгрии, Нидерландов, Австрии, Норвегии, Швеции, Дании, Армении, Греции, России.
В настоящее время под европейской миграцией иногда понимается миграция между европейскими странами в контексте внутренней мобильности в EC или EАЭС. 

## История

### 1450—1800 годы: Эмиграция в Америку
Первые масштабные миграции населения как внутри Европы, так и за ее пределы начинаются только в конце Средних веков в связи с быстрым ростом населения.

### Испания и Португалия
Порядка 200 тысяч испанцев переехали в Новый Свет до 1600 года, что было довольно незначительной величиной по сравнению с 3-4 миллионами индейцев на территории испанской Америки.
В 1500-х годах из Испании и Португалии шла постоянная миграция правительственных и церковных чиновников, представителей мелкой знати, рабочих и членов их семей. Ежегодно мигрировало порядка 3 тысяч человек из населения около 8 миллионов человек. В общей сложности около 430 тысяч человек уехали из Испании за 150 лет с 1500 по 1650 годы, основной поток мигрантов направлялся в Мексику, Перу, Южную Америку и острова Карибского моря. По расчетам историков, с 1492 по 1824 годы из Испании в Америку уехало 1,86 миллионов человек, из них 1 миллион в 18 веке, а после обретения независимости в бывшие испанские колонии в Америке уехали еще миллионы человек.
С 1500 по 1700 годы из Португалии в Бразилию мигрировало порядка 100 тысяч португальцев. Однако открытие золотых приисков в Минас-Жерайс увеличило объем миграции в 5 раз. С открытия Бразилии в 1500 году до провозглашения независимости в 1822 году в Бразилию мигрировало от 500 до 700 тысяч португальцев, из которых 600 тысяч приходятся на 18 век. С 1700 по 1760 годы в Бразилию мигрировало больше 500 тысяч португальцев. Во время золотой лихорадки в 18 веке столица Минас-Жерайс город Ору-Прету временно вошел в список самых многолюдных городов Америки. Благодаря португальской миграции город превратился в один из лучших образцов европейской архитектуры 18 века в Америке. Развитие горнодобывающей промышленности в 18 веке привело к появлению новых рабочих мест с повышенным уровнем заработной платы, что усилило иммиграцию: в 18 веке из Португалии в Бразилию переехало порядка 600 тысяч человек.

### Общая европейская эмиграция
В период с 1500 по 1800 годы в Америку переехало порядка полутора миллионов европейцев. Это количество не включает эмиграцию в испанские колонии в Америке с 1650 по 1800 год и эмиграцию в португальские колонии в Бразилии с 1760 по 1800 год. По сравнению с XIX и XX веком эмиграция в период Раннего Нового Времени была сравнительно небольшой.
Из эмигрировавших в Тринадцать колоний между 1630-ми годами и Американской революцией поселенцев от 1/2 до 2/3 от общей массы приехали по кабальным контрактам. Право на замену заключения в тюрьме на контракты по переезду мигрантов в обмен на их работу в колониях было законодательно закреплено в Законе о хабеас корпусе 1679 года. Хотя не меньше половины эмигрантов приезжали в Тринадцать колоний по кабальным контрактам, однако среди рабочей силы внутри колоний численно преобладали либо изначально свободные рабочие, либо трудоспособное население с истекшим сроком транспортного контракта.
Эмигранты по кабальным контрактам играли важную роль в экономике колоний в полосе от Вирджинии до Нью-Джерси и имели меньшую долю в рабочей силе в других колониях. Общее число эмигрантов в Тринадцать колоний до 1775 года оценивается примерно в 500—550 тысяч человек, из которых 55 тысяч были ссыльными каторжниками. По подсчетам Томлинса, из 450 тысяч добровольных мигрантов по кабальным контрактам приехало 48 %. Порядка 75 % мигрантов составляла молодежь до 25 лет. Для мигрантов возраст совершеннолетия составлял 24 года, люди более старшего возраста приезжали по 3-летним контрактам. Насчет мигрировавших детей Гэри Нэш дает следующую характеристику «многие из слуг были на самом деле племянниками, племянницами, кузенами и детьми друзей эмигрировавших англичан, которые оплачивали их проезд в обмен на их труд в Америке».
Данные по иммиграции в Испанскую империю в 1650—1800 годах и в Бразилию в 1700—1800 годах в таблице не приведены.
| Страна происхождения                                                                      | Численность                                       | Период    |
| ----------------------------------------------------------------------------------------- | ------------------------------------------------- | --------- |
| Испания                                                                                   | 437,000                                           | 1500-1650 |
| Португалия                                                                                | 100,000                                           | 1500-1700 |
| Португалия                                                                                | 500,000                                           | 1700-1760 |
| Великобритания                                                                            | 400,000                                           | 1607-1700 |
| Великобритания (всего)                                                                    | 322,000                                           | 1700-1780 |
| в том числеШотландия и Ирландия                                                           | в том числе 190,000 шотландцев и 25,000 ирландцев | 1700-1780 |
| Франция                                                                                   | 51,000                                            | 1608-1760 |
| Германия (всего)                                                                          | 100,000                                           | 1683-1783 |
| в том числе Юго-Западная Германия, немецко-говорящие кантоны Швейцарии, Эльзас-Лотарингия | 100,000                                           | 1683-1783 |
| Всего                                                                                     | 1,410,000                                         | 1500-1783 |

В Северную Америку эмиграция шла в основном из Великобритании, Германии, Ирландии и других северо-европейских стран. Эмиграция в Новую Францию заложила основу современной Канады, при этом важную роль сыграла ранняя иммиграция колонистов из Северной Франции.

### Эмиграция в XIX и XX веке
В связи с резким демографическим переходом, масштабными войнами и политическими изменениями в Европе в XIX и XX веках наблюдалась масштабная эмиграция европейцев в Америку, Южную Африку, Австралию и Новую Зеландию. В период с окончания Наполеоновских войн в 1815 году до завершения Первой мировой войны в 1918 году миллионы европейцев эмигрировали в другие части света. Из них 71 % отправился в Северную Америку, 21 % в Центральную и Южную Америку и 7 % в Австралию. Порядка 11 миллионов европейцев эмигрировало в Латинскую Америку, из которых 38 % были итальянцами, 28 % испанцами и 11 % португальцами.
В Бразилии эмигранты в основном концентрируются в центральной и южной части страны. Доля иностранцев в Бразилии достигло максимума в 1920 году, составив 7 % или 2 миллиона человек, преимущественно итальянцев, португальцев, немцев и испанцев. Однако приток 4 миллионов европейских эмигрантов между 1870 и 1920 годами значительно изменил расовый состав страны. С 1901 по 1920 годы иммиграция обеспечивала всего 7 % прироста населения Бразилии, но в годы высокой иммиграции, с 1891 по 1900 годы, эта доля достигала 30 % (выше, чем 26 % в Аргентине в 1880-х годах).
Большинство европейских мигрантов в Америку с 1820-х до начала 1930-х годов направились в следующие страны: США (32,5 млн.), Аргентина (6,5 млн.), Канада (5 млн.), Бразилия (4,5 млн.), Венесуэла (2,2 млн.), Куба (1,3 млн.), Чили (728 тыс.), Уругвай (713 тыс.)). Менее 10 % от общей европейской эмиграции в Латинскую Америку направилось в следующие страны: Мексику (226 тыс.), Колумбию (126 тыс.), Пуэрто-Рико (62 тыс.), Перу (30 тыс.) и Парагвай (21 тыс.).

## Наследие

### Распределение
После эпохи Великих географических открытий различные этнические группы европейцев начали эмигрировать из Европы, в большей степени в Австралию, Новую Зеландию, США, Канаду, Аргентину, Уругвай, Колумбию, Венесуэлу, Кубу, Коста-Рику, Бразилию, Чили и Пуэрто-Рико, где они составили большинство населения европейского происхождения. Однако эти статистические данные основаны на идентификации с европейской этнической группой в переписях населения и являются субъективными (особенно в случае смешанного происхождения). Страны и регионы за пределами Европы со значительным населением, заявляющим о своей европейском происхождении:

#### Канада
Во время первой канадской переписи населения в 1871 году 98,5 % отнесли себя к потомкам европейских мигрантов, впоследствии этот показатель снизился до 96,3 % в 1971 году. В переписи 2016 года 19 683 320 человек идентифицировали себя с европейскими канадцами, наибольшее количество из которых были мигрантами из Британии (11 211 850). Из низ англичанами были 6 320 085, шотландцами 4 799 005, французами 4 680 820, ирландцами 4 627 000, немцами 3 322 405, итальянцами 1 587 965.

#### США
Согласно переписи населения США 2020 года, англоговорящие американцы составили 46,5 млн. (19,8 %), немецкие американцы 45 млн. (19,1 %), ирландские американцы 38,6 млн. (16,4 %) и итальянские американцы 16,8 млн. (7,1 %). Они были четырьмя крупнейшими группами европейского происхождения, составляющими 62,4 % от населения всей белой расы как в отдельности, так и в сочетании друг с другом. Данные результаты отражают этнический состав ранних поселенцев. Во время первой переписи населения США в 1790 году 80,7 % американцев идентифицировали себя как белых, и этот показатель в последующие годы увеличился, достигнув 90 % до принятия Закона об иммиграции и гражданстве 1965 года. Однако численно они увеличились с 3,17 млн. в 1790 году до 199,6 млн ровно через 200 лет в 1990 году.

#### Мексика
На основе такого фенотипического признака, как цвет кожи, правительство Мексики оценивало численность европейского населения страны в 47 % или 56 миллионов человек. Начало практики идентификации этнорасовых групп на основе оттенков кожи впервые начали применять в своих исследованиях Принстонский университет и университет Вандербильта, которые считают, что данный критерий более надежен для Латинской Америки по сравнению с самоидентификацией. Если в качестве критерия идентификации брать светлый цвет волос, то потомки европейских мигрантов составляют по одним оценкам составляют 18 %, а по другим 23 % населения.

#### Карибский бассейн и Центральная Америка
Кубинцы европейского происхождения (преимущественного выходцы из Испании достигли максимальной доли в общей численности населения острова в начале-середине двадцатого века. По переписи 1943 года самоидентифицировали себя как белые (blanco) 74,3 % населения, что составляло 3 553 312 человек.
В Коста-Рике белые и метисы составляют 83,7 % населения. Однако другие источники дают противоречивые результаты по соотношению белых и метисов. Большинство белых в стране являются выходцами из Испании и Италии, однако существуют немецкие, польские и французские общины. В течение второй половины 19-го века и первой половины 20-го века в страну приехало более 100 000 европейцев, в основном из Испании и Италии. По оценкам, из них этого количества около 50 000 испанцев и итальянцев, 10 000 немцев и 40 000 европейцев других национальностей, преимущественно из Франции, Польши и Англии. Коста-Рика занимала первое место по числу европейских мигрантов в Центральной Америке. На момент провозглашения независимости население страны едва достигало 60 тысяч человек.
В Сальвадоре 12,7 % населения идентифицировали себя как «белые». 86,3 % населения являлись метисами или людьми смешанного европейского и индейского происхождения. Большинство из них были выходцами из испанской Галисии и Астурии. В Сальвадоре самая большая активность миграционных потоков наблюдалась в 1880—1920 годах, когда в страну приехало 120 тысяч европейских и арабских мигрантов, большинство из которых являлись выходцами из Италии, Испании и Германии.
В Гватемале 5 % населения имеют европейское происхождение (в основном выходцы из Испании и Германии). Многие немецкие, итальянские и испанские семьи прибыли в Гватемалу, при этом самый массовый характер носила немецкая миграция.

#### Южная Америка
В Бразилии по данным переписи населения 2022 года 88,8 % или 180 миллионов человек имеют либо европейское, либо смешанное с участием европейских предков происхождение. Из них 43,6 % или 88 миллионов считают себя исключительно белыми потомками европейских мигрантов, а 45,34 % или 92 миллиона являются потомками смешанных браков европейцев с неграми или коренными индейскими народами под названием парду.
Население Фолклендских островов имеет преимущественно европейское происхождение (в основном британское) и прослеживает свое происхождение на 9 поколений или 200 лет с момента прибытия на острова. Согласно переписи 2016 года 42,9 % населения родилось на самих островах, а 27,4 % в Великобритании (второе место по частоте рождения). Фолклендские острова изначально были не заселены и объявлены владением Великобритании только в 1765 году. Колонисты из Великобритании (среди которых было много выходцев из Шотландии и Уэльса) стали приезжать на острова после 1830-х годов. Общая численность населения выросла с 287 человек в 1851 году до 3 200 человек по переписи 2016 года.
В Перу по данным переписи 2017 года 5,8 % или 1,3 миллиона человек (точнее 1 336 931 человек) в возрасте 12 лет и старше считали своими предками белых выходцев из Европы. Перепись 2017 года стала первым случаем после 1940 года, когда людям задавали вопрос о принадлежности к какой-либо расе или этническом происхождении предков. По данным той переписи потомками белых выходцев из Европы считали себя 619 402 (5,5%) мужчин и 747 528 (6,3%) женщин. Регион с самой большой долей считавших себя потомками белых выходцев из Европы перуанцев оказался Ла-Либертад (10,5 %), Тумбес и Ламбаеке (9,0 %). Большинство из них являются потомками ранних испанских колонистов, а также более поздних миграций итальянцев и немцев.

#### Австралия и Новая Зеландия
На основе переписи 2016 года был проведен подсчет, что около 58 % населения Австралии имеют англо-кельтские корни, а 18 % являются потомками выходцев из других европейских стран. По данным на 2016 год большинство австралийцев европейского происхождения имеют английские (36,1 %), ирландские (11,0 %), шотландские (9,3 %), итальянские (4,6 %), немецкие (4,5 %), греческие (1,8 %) и голландские (1,6 %) корни. И хотя значительная часть (33,5 %) считают себя австралийцами, однако по данным Бюро переписи большинство из них являются потомками англо-кельтских колонистов с Британских островов.
Потомки европейских колонистов (преимущественно англо-кельтского происхождения) с начала массовой миграции и до наших дней составляют большинство населения Новой Зеландии. Однако после пика по переписи 1916 года в 95,1 % их доля в населении страны постепенно снижается. По данными переписи 2018 года этническими европейцами являлось больше 3 миллионов человек (71,76 % населения страны), из них 64,1 % идентифицировали себя как «новозеландских европейцев».

#### Африканское побережье (Макаронезия)
Жители Канарских островов являются потомками испанцев, которые заселили архипелаг. На Канарские острова в разное время приезжали андалузцы, галисийцы, кастильцы, каталонцы, баски и астурийцы из Испании, а также португальцы, итальянцы, голландцы и французы. По данным на 2019 год 72,1 % населения архипелага (или 1 553 078 человек) были родившимися на архипелаге потомками европейских мигрантов, а еще 8,2 % населения архипелага приехало из материковой части Испании.
Многие из потомков европейских мигрантов из других мест (например Венесуэлы и Кубы) также переехали на Канарские острова. В настоящее время на Канарских островах проживает 49 170 человек из Италии, 25 619 из Германии, 25 521 из Великобритании, а также некоторое количество из Румынии, Франции и Португалии.

#### Азия
В Азии потомки европейских поселенцев (преимущественно русские) являются большинством в Северной Азии и некоторых районах севера Казахстана. Также они представляют собой значительное национальное меньшинство в северной части Киргизии (Чуйской области, Бишкеке и Иссык-Кульской области), где составляют 1/5 населения. Также существуют русскоязычные диаспоры в Японии и Китае.
Примерно 5-7 миллионов мусульманских мигрантов с Балкан (в том числе 1,15-1,5 миллиона из Болгарии, 1,2 миллиона из Греции, 400 тысяч из Румынии, 800 тысяч из бывшей Югославии), 500 тысяч из России (из которых 1/3 впоследствии переехала в Сирию, Иорданию и Кипр) и 500 тысяч из Сирии (из которых большинства часть в связи с гражданской войной) приехали в османскую Анатолию и современную Турцию с 1783 по 2016 годы. Из данного количества 4 миллиона приехали к 1924 году, 1,3 миллиона между 1934 и 1945 годами и более 1,2 миллиона до начала гражданской войны в Сирии. В наше время из почти 80 миллионов населения Турции потомки данных переселенцев составляют от 1/3 до 1/4.
Согласно генетическому исследованию National Geographic около 5 % предков филиппинцев являются выходцами из Южной Eвропы (преимущественно испанцами), которые приехали на архипелаг во время испанской колонизации. Также порядка 250 тысяч филиппинцев являются потомками американских военных, ранее дислоцировавшихся в стране.